# Die Nonne und der Kommissar – Verflucht
Die Nonne und der Kommissar – Verflucht ist ein vom Südwestrundfunk in Zusammenarbeit mit der Baden-Badener Maran Film produzierter deutscher Fernsehfilm. Regisseur ist Berno Kürten. Gedreht wurde die Kriminalkomödie im Kloster Bebenhausen, im Wald bei Baden-Baden und in Tübingen. Die Erstausstrahlung erfolgte am 7. März 2012 im Ersten. Der Film ist die Fortsetzung von Die Nonne und der Kommissar aus dem Jahr 2006 und des Filmes Die Nonne und der Kommissar – Todesengel von 2009.

## Handlung
Die in das Kloster Marienthal strafversetzte eigenwillige, aber liebenswerte Nonne Camilla ist wieder einmal als Hobbydetektivin aktiv, nachdem unter einem Kruzifix bei Magnus Feuerbachs familiären Weingut ein lebloser Winzerhelfer liegt. Für Camilla ist es eindeutig ein Strafdelikt und sie bezieht deshalb den ihr vertrauten Kommissar Baumert in den Fall mit ein. Der grummelige Baumert ist wenig begeistert, dass sich die vorwitzige Nonne wieder in seinen Fall einmischt.
Das Opfer arbeitete für das Weingut Feuerbach, wo gerade eine wichtige Weinverkostung ansteht. Demzufolge kommen die Mordermittlungen dem Besitzer nicht gerade gelegen. Baumert entdeckt im Zimmer des Opfers Hinweise darauf, dass Feuerbachs Wein verbotene Zusätze enthält. Daher stoppt er sofort die Verkostung und beordert die Lebensmittelkontrolle in das Weingut. Die Untersuchungen ergeben geringe Mengen an Glycol im Wein, was die Winzer mitunter zusetzen, um ihren Weinen mehr Süße zu verleihen. Für den Kommissar ist das sogleich der Grund, weshalb Strobel, als unliebsamer Mitwisser, sterben musste.
Schwester Camilla kümmert sich derweil um die Familie Feuerbach, die der Tod ihres Mitarbeiters teilweise stark berührt. So erfährt die Nonne, dass die Hausherrin das Gut für verflucht hält, denn in letzter Zeit hätten sich die Unglücke gehäuft; von defekten Gerätschaften bis hin zu einem Mord. Baumerts Verdacht gegen Feuerbach teilt Camilla ganz und gar nicht, auch Oberin Ludwiga kann sich nicht vorstellen, dass ein Ehrenmann wie Magnus Feuerbach seinen Wein panschen sollte. Schließlich würde er sich damit letztendlich seinen Ruf ruinieren. Zudem steckt Feuerbach derzeit in finanziellen Schwierigkeiten, sodass er sich erst recht keinen Skandal leisten kann. Während der Kommissar Magnus Feuerbach weiterhin als Hauptverdächtigen ansieht, geht Nonne Camilla ihrer eigenen Wege. Sie fragt sich, warum man den Toten ausgerechnet in den Weinberg platziert hat. So wie es aussieht, hat Feuerbach recht viel Neider und zu gern würde ihm sein Nachbar, Anton Keller, Land abkaufen. Auch die Bank hatte schon vor Monaten den Feuerbachs ein Kaufangebot für ihr Gut unterbreitet. Trotzdem will der Gutsbesitzer nicht verkaufen. Nachdem alle Rücklagen aufgebraucht, und ein neuer Kredit nicht bewilligt wurde, droht die Ernte im Weinberg zu verderben. Uneigennützig helfen nun die Nonnen des Klosters bei der Lese. Camilla wird mehr und mehr klar, dass alle kleinen Unglücke auf dem Weingut Sabotageakte waren, um die Feuerbachs zum Verkauf zu zwingen. So wie es aussieht steckt ein finanzkräftiger Investor dahinter, der vermutlich Strobel bestochen hat, für ihn zu arbeiten. In Strobels Zimmer finden sich Hinweise darauf, dass Strobel heimlich in Feuerbachs Schwester verliebt war. Als Magnus das erfährt ist ihm klar, dass sie hinter der ganzen Intrige gegen ihn steckt. Kerstin Feuerbach ist mit dem Banker Alexander Schubert befreundet, der schon seit Monaten das Weingut kaufen will. Im Streit hatte er Strobel erstochen, als dieser bemerkte, dass er ein Nebenbuhler ist. Strobel, in die Enge getrieben entführt Camilla, hat aber keinen Plan, wie alles weitergehen soll. Er wird von Kommissar Baumert im Weinberg gestellt und festgenommen.

## Kritik
Volker Bergmeister urteilte auf tittelbach.tv: „Der Schwarzwälder Krimikomödie geht endgültig die Luft aus. Brav, bieder und ohne Mut, mal richtig Gas zu geben.“ „Berno Kürten, der die Regie von Hajo Gies übernommen hat, gelingt es nur selten, mit den Klischees der Figuren zu spielen und sie bewusst zu überzeichnen. Auch was die Handlung angeht, fehlt der Mut, mal richtig Gas zu geben. Wenn es witzig sein soll, endet alles zumeist im Klamauk. Schade eigentlich, denn Ann-Katrin Kramer und Günther Maria Halmer hätten es nicht nur (schau)spielerisch drauf, sie sind auch 100%ige Sympathieträger. Vorausgesetzt: die beiden bekommen etwas zum Spielen, etwas zum Mitfühlen. Aber die Geschichte von Martina Brand samt ihrer holprigen Auflösung schleppt sich mühevoll über die eineinhalb Stunden.“
Prisma.de wertete ähnlich: „Nach der schon recht oberflächlichen Krimikomödie ‚Die Nonne und der Kommissar‘ sowie dem deutlich schwächeren Nachfolger ‚Die Nonne und der Kommissar - Todesengel‘ (beide von Hajo Gies inszeniert) drehte Regisseur Berno Kürten diesen dritten, noch seichteren Fall. Erneut nach einem Buch von Martina Brand in Szene gesetzt, kann das ungewöhnliche Ermittlerduo hier überhaupt keine neuen Akzente mehr setzen, vielmehr glaubt der Zuschauer, alles schon einmal irgendwo gesehen zu haben. Da nützt es auch nichts, dass Günther-Maria Halmer als griesgrämiger Kommissar Josef Baumert eine zumindest achtbare schauspielerische Leistung abliefert. Da war's aber auch schon!“
Die Kritiker der Fernsehzeitschrift TV Spielfilm fanden, der Film „strapaziert mit Sparwitzen und Bibelphrasen die Geduld“, zeigten dafür mit dem Daumen zur Seite, vergaben für Humor und Spannung je einen von drei möglichen Punkten und schrieben in ihrer Wertung lakonisch: „Ungut trotz Weingut: Ulk zum Schöntrinken“.

## Hintergrund
Teile der Episode wurden im Hohberger Ortsteil Diersburg gedreht.